# Dalnaspidal

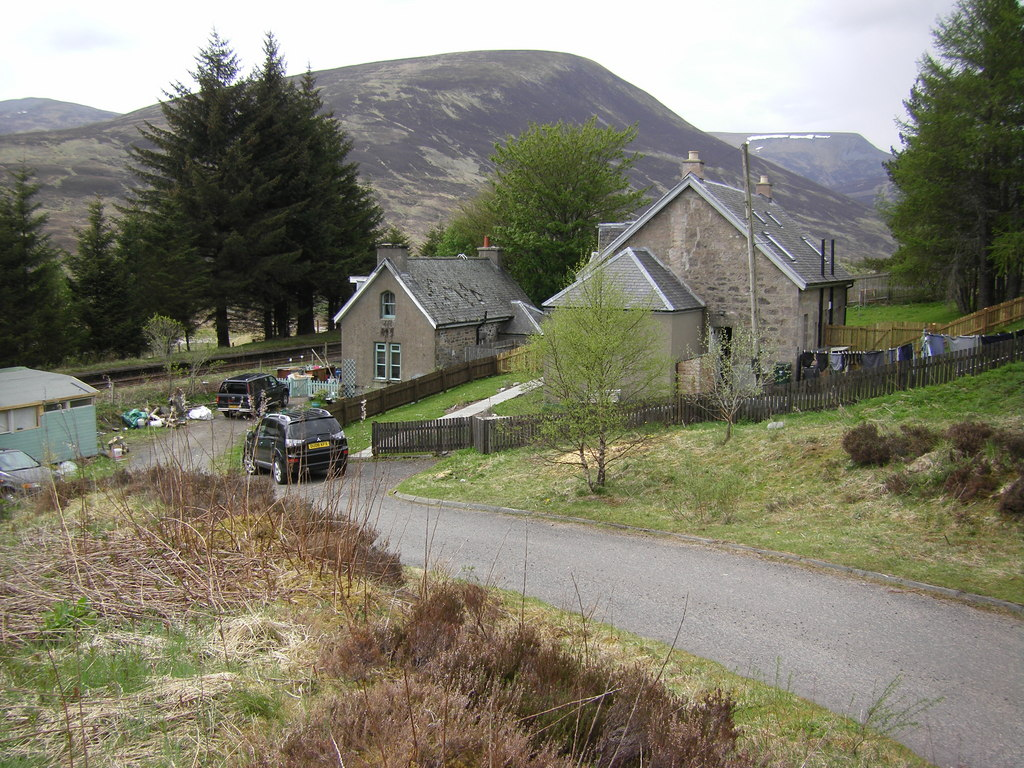
Häuser in Dalnaspidal

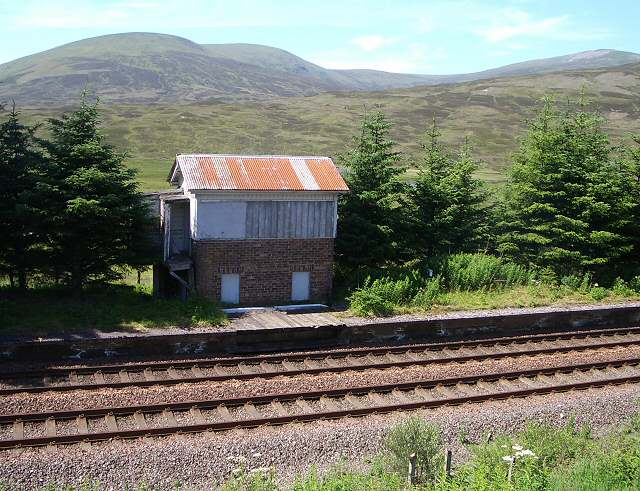
Der ehemalige Bahnhof in Dalnaspidal

Dalnaspidal ist eine kleine Ortschaft, die im Norden von Schottland zwischen Inverness im Nordwesten und Perth im Südosten in der Region Perth and Kinross liegt. Im Rahmen der historischen Gliederung Schottlands in Civil Parishes zählt es zu Blair Atholl, das zu Perthshire gehörte.

## Geographie
Dalnaspidal liegt südlich des Pass of Drumochter im Tal des Garry, etwas nördlich des linken Ufers und kurz nach der Mündung des Baches Allt Dubhaig, dem unmittelbar nördlich des Ortes noch von Osten der Allt Coire Mhic-sith zufließt. Im Süden des Ortes, räumlich von ihm getrennt, findet sich mit dem Dalnaspidal Lodge ein ehemaliges Jagdhaus, das von einem der Dukes of Atholl erbaut wurde und in dem im August 1745 Bonnie Prince Charlie sowie am 9. Oktober 1861 Königin Victoria und ihr Mann Prinz Albert zu Gast waren. Es geht auf eine historische Gaststätte zurück.

## Verkehr
Verkehrstechnisch zu erreichen ist Dalnaspidal über die im Norden des Ortes verlaufende A9, die hier mit einer kleinen Brücke über den Bach führt. An der den Ort durchquerenden Highland Main Line gab es einen Bahnhof, der aber nicht mehr in Betrieb ist. Die nächsten noch im Personenverkehr bedienten Bahnhöfe liegen südöstlich in Blair Atholl und nördlich des Pass of Drumochter in Dalwhinnie.